# 117 (число)
117 (сто семнадцать) — натуральное число, расположенное между числами 116 и 118. Оно не является простым числом, а относительно последовательности простых чисел расположено между 113 и 127.
- 117 день в году — 27 апреля (в високосный год — 26 апреля)

## В математике
- 117 — нечётное составное трёхзначное число.
- Сумма цифр этого числа — 9
- Произведение цифр этого числа — 7
- Квадрат числа 117 — 13 689
- 9-е пятиугольное число.
- Число харшад

## В науке
- Атомный номер теннессина.
- (117) Ломия — астероид главного пояса.

## В других областях
- 117 год.
- 117 год до н. э.
- Ярославский 117-й пехотный полк.
- 117-я гвардейская стрелковая дивизия — воинское соединение СССР в Великой Отечественной войне.
- 117-я отдельная разведывательная авиационная эскадрилья — воинская часть вооружённых сил СССР в ВОВ.
- ASCII-код символа «u».
- 117 — число стихов в библейской Песни песней.
- 117 — заводское обозначение двигателя АЛ-41Ф1.
- 117 км — название нескольких остановочных пунктов железных дорог.

* 117 — количество дожей за время существования Венецианской республики.